# Bo Bendsneyder
Bo Bendsneyder   (Rotterdam, 4 de març de 1999) és un pilot de motociclisme neerlandès. El 2015 va guanyar la MotoGP Rookies Cup i des del 2018 competeix al mundial de Moto2.

## Carrera esportiva

### Primers anys
Bendsneyder va començar a córrer a sis anys, participant en diverses competicions nacionals als Països Baixos i Alemanya. Més tard va participar en competicions internacionals de minimotos. Va guanyar la Moriwaki Junior Cup neerlandesa els anys 2012 i 2013. El 2013 també va disputar i guanyar dues curses de la Copa d'Europa júnior. El 2014 va competir al campionat d'Espanya de velocitat (CEV) i a la MotoGP Rookies Cup, la qual va guanyar el 2015.

### Moto3
El 2016 va debutar al campionat del món de Moto3 amb l'equip Red Bull KTM Ajo, on tenia de company Brad Binder. Va aconseguir dos podis i va tancar la temporada en el catorzè lloc final. El 2017, amb el mateix equip, va acabar la temporada en el quinzè lloc.

### Moto2
El 2018 va passar a Moto2 amb l'equip Tech 3. Va acabar la temporada en el lloc vint-i-novè. Al Gran Premi del Japó, el motor de la seva moto va explotar a l'última volta de la cursa i un tros de metralla li va impactar a la cama i li va trencar la tíbia.
El 2019 va entrar a l'equip NTS i va acabar la temporada en el lloc vint-i-sisè. El 2020, amb el mateix equip, va acabar la temporada en el lloc vint-i-tresè.
El 2021 canvià al Pertamina Mandalika SAG Racing Team, on pilotà la Kalex com a company de Thomas Lüthi. Va acabar la temporada en setzena posició. El 2022 esdevingué el pilot titular de l'equip, ara amb Gabriel Rodrigo de company. Va acabar el campionat en tretzè lloc. El 2023 fou el seu tercer any amb l'equip Pertamina SAG, ara amb Lorenzo Dalla Porta de company. Al Gran Premi de les Amèriques va aconseguir el seu primer podi a Moto2. Va tancar la temporada al vint-i-unè lloc.

## Resultats al Mundial de motociclisme

### Per temporada
| Temporada | Categoria | Moto   | Equip                           | Curses | Victòries | Podis | Poles | FLaps | Pts | Posició |
| --------- | --------- | ------ | ------------------------------- | ------ | --------- | ----- | ----- | ----- | --- | ------- |
| 2016      | Moto3     | KTM    | Red Bull KTM Ajo                | 18     | 0         | 2     | 0     | 0     | 78  | 14è     |
| 2017      | Moto3     | KTM    | Red Bull KTM Ajo                | 17     | 0         | 0     | 0     | 0     | 65  | 15è     |
| 2018      | Moto2     | Tech 3 | Tech 3 Racing                   | 15     | 0         | 0     | 0     | 0     | 2   | 29è     |
| 2019      | Moto2     | NTS    | NTS RW Racing GP                | 19     | 0         | 0     | 0     | 0     | 7   | 26è     |
| 2020      | Moto2     | NTS    | NTS RW Racing GP                | 15     | 0         | 0     | 0     | 0     | 18  | 23è     |
| 2021      | Moto2     | Kalex  | Pertamina Mandalika SAG Team    | 18     | 0         | 0     | 0     | 0     | 46  | 16è     |
| 2022      | Moto2     | Kalex  | Pertamina Mandalika SAG Team    | 20     | 0         | 0     | 0     | 0     | 87  | 13è     |
| 2023      | Moto2     | Kalex  | Pertamina Mandalika SAG Team    | 19     | 0         | 1     | 0     | 0     | 30  | 21è     |
| 2024      | Moto2     | Kalex  | Pertamina Mandalika GAS Up Team | 10     | 0         | 0     | 0     | 0     | 7   | 27è     |
| Total     | Total     | Total  | Total                           | 151    | 0         | 3     | 0     | 0     | 340 |         |

### Per categoria
| Categoria | Temporada       | 1a Cursa        | 1r Podi            | 1a Victòria     | Curses | Victòries | Podis | Poles | FLaps | Pts | Títols |
| --------- | --------------- | --------------- | ------------------ | --------------- | ------ | --------- | ----- | ----- | ----- | --- | ------ |
| Moto3     | 2016–2017       | 2016 Qatar      | 2016 Gran Bretanya |                 | 35     | 0         | 2     | 0     | 0     | 143 | 0      |
| Moto2     | 2018–actualitat | 2018 Qatar      | 2023 Amèriques     |                 | 116    | 0         | 1     | 0     | 0     | 197 | 0      |
| Total     | 2016–actualitat | 2016–actualitat | 2016–actualitat    | 2016–actualitat | 151    | 0         | 3     | 0     | 0     | 340 | 0      |

### Curses per any
Barem de puntuació de 1993 ençà:
| Posició | 1  | 2  | 3  | 4  | 5  | 6  | 7 | 8 | 9 | 10 | 11 | 12 | 13 | 14 | 15 |
| Punts   | 25 | 20 | 16 | 13 | 11 | 10 | 9 | 8 | 7 | 6  | 5  | 4  | 3  | 2  | 1  |

(Ids. Grans Premis | Llegenda) (Curses en negreta indiquen pole; curses en  itàlica indiquen volta ràpida)
| Any  | Categoria | Moto  | 1       | 2       | 3       | 4       | 5       | 6       | 7       | 8       | 9       | 10      | 11      | 12      | 13      | 14     | 15     | 16      | 17     | 18      | 19     | 20     | Pos | Pts |
| ---- | --------- | ----- | ------- | ------- | ------- | ------- | ------- | ------- | ------- | ------- | ------- | ------- | ------- | ------- | ------- | ------ | ------ | ------- | ------ | ------- | ------ | ------ | --- | --- |
| 2016 | Moto3     | KTM   | QAT 14  | ARG 22  | AME 22  | ESP 21  | FRA 16  | ITA 18  | CAT 11  | NED 9   | GER 12  | AUT 7   | CZE 7   | GBR 3   | SM Ret  | ARA 15 | JPN 18 | AUS 10  | MAL 3  | VAL 13  |        |        | 14è | 78  |
| 2017 | Moto3     | KTM   | QAT 26  | ARG 23  | AME DNS | ESP 11  | FRA 9   | ITA 12  | CAT 15  | NED Ret | GER 8   | CZE 4   | AUT Ret | GBR Ret | SM 6    | ARA 17 | JPN 9  | AUS 16  | MAL 10 | VAL 12  |        |        | 15è | 65  |
| 2018 | Moto2     | Tech3 | QAT 18  | ARG 28  | AME 20  | ESP 16  | FRA 16  | ITA Ret | CAT Ret | NED 17  | GER 20  | CZE Ret | AUT 22  | GBR C   | SM 20   | ARA 25 | THA 14 | JPN Ret | AUS    | MAL     | VAL    |        | 29è | 2   |
| 2019 | Moto2     | NTS   | QAT 16  | ARG 14  | AME 13  | ESP 16  | FRA Ret | ITA 19  | CAT 18  | NED Ret | GER 16  | CZE 17  | AUT 15  | GBR 21  | SM 17   | ARA 18 | THA 20 | JPN 16  | AUS 15 | MAL Ret | VAL 24 |        | 26è | 7   |
| 2020 | Moto2     | NTS   | QAT 11  | ESP Ret | ANC 19  | CZE 18  | AUT 22  | STY 24  | SM 19   | EMI 22  | CAT 17  | FRA 20  | ARA 21  | TER 16  | EUR 14  | VAL 8  | POR 13 |         |        |         |        |        | 23è | 18  |
| 2021 | Moto2     | Kalex | QAT 9   | DOH 12  | POR Ret | ESP 14  | FRA 5   | ITA 15  | CAT 6   | GER 13  | NED 15  | STY 23  | AUT 17  | GBR 15  | ARA Ret | SM 25  | AME 15 | EMI 12  | ALR 15 | VAL 25  |        |        | 16è | 46  |
| 2022 | Moto2     | Kalex | QAT 19  | INA 15  | ARG 9   | AME 7   | POR 8   | ESP 7   | FRA 14  | ITA 11  | CAT 13  | GER 16  | NED 5   | GBR 10  | AUT 15  | SM 12  | ARA 15 | JPN 9   | THA 18 | AUS 10  | MAL 14 | VAL 11 | 13è | 87  |
| 2023 | Moto2     | Kalex | POR Ret | ARG 22  | AME 3   | ESP 17  | FRA 18  | ITA 14  | GER Ret | NED WD  | GBR 17  | AUT 15  | CAT Ret | SM 13   | IND 18  | JPN 17 | INA 12 | AUS · 8 | THA 16 | MAL 17  | QAT 22 | VAL 24 | 21è | 30  |
| 2024 | Moto2     | Kalex | QAT 14  | POR 16  | AME 18  | ESP Ret | FRA     | CAT     | ITA     | NED 14  | GER Ret | GBR 13  | AUT 22  | ARA Ret | SM 20   | EMI    | INA    | JPN     | AUS    | THA     | MAL    | SLD    | 27è | 7   |

 Només es va atorgar la meitat dels punts en haver-se completat menys de dos terços de la distància de la cursa (però almenys tres voltes completes)